# Classe L'Adroit
Le torpilleur d'escadre (letteralmente "torpediniere di squadra" o cacciatorpediniere) della classe L'Adroit erano 14 unità da 1389 t standard, armate con 4 cannoni da 130 mm e realizzate a far tempo dal 1928.
Erano navi estranee alla logica della concorrenza con gli italiani, e rappresentavano piuttosto l'accezione classica del cacciatorpediniere economico e producibili in buon numero.
Avevano un apparato propulsivo che verteva su 2 gruppi di turbine a vapore dalla potenza di 33000 hp, con le caldaie che disponevano di tre fumaioli.
L'armamento era degno di nota per la potenza dei cannoni da 130 mm, con granate da 35 kg lanciabili a 1 km, anche se con una ridotta cadenza di tiro. Essi erano disposti in quattro torri singole a prua e a poppa, sovrapposte.
La loro carriera vide il dimezzamento per cause belliche della classe, con due navi perse a Dunkerque, due a Casablanca quando sbarcarono gli Alleati nel 1942, e tre autoaffondate a Tolone.